# Collegio elettorale di Genova - Campomorone (Senato della Repubblica)
Il collegio di Genova - Campomorone fu un collegio elettorale uninominale della Repubblica Italiana per l'elezione del Senato della Repubblica. Apparteneva alla Circoscrizione Liguria e fu utilizzato per eleggere un senatore nella XII, XIII e XIV legislatura.
Venne istituito nel 1993 con la cosiddetta Legge Mattarella (Legge n. 276, Norme per l'elezione del Senato della Repubblica), attuata in seguito al referendum abrogativo del 1993. La legge istituì per la Camera dei deputati e per il Senato della Repubblica un sistema di elezione misto, in parte maggioritario e in parte proporzionale. Il 75% dei parlamentari dell'assemblea veniva eletto in collegi uninominali tramite sistema maggioritario a turno unico; il restante 25% al Senato veniva eletto tramite recupero proporzionale dei più votati non eletti attraverso un meccanismo di calcolo denominato "scorporo", cioè sottraendo dal conteggio dei voti totali di una lista nella parte proporzionale i voti ottenuti dai candidati collegati alla medesima lista che erano eletti nei collegi uninominali con il sistema maggioritario.
Il collegio venne abolito insieme a tutti gli altri che costituivano il Senato con la promulgazione della legge elettorale successiva, la cosiddetta Legge Calderoli. Questa prevedeva un sistema proporzionale con premio di maggioranza, che al Senato veniva attribuito a livello regionale.

## Territorio
Il collegio Genova - Campomorone era uno dei 6 collegi uninominali in cui era suddivisa la Liguria e, come previsto dal D.Lgs. del 20 dicembre 1993 n. 535, era interamente compreso nella provincia di Genova e comprendeva i seguenti comuni: Campomorone, Ceranesi, parte del comune di Genova (in particolare i quartieri Crevari, Voltri, Ca' Nuova, Palmaro, Pra', Castelluccio, Pegli, Multedo, Sestri, San Giovanni Battista, Calcinara, Borzoli, Certosa, Rivarolo, Teglia, Begato, Bolzaneto, Morego, San Quirico, Pontedecimo, Cornigliano, Campi, Campasso, San Gaetano, Sampierdarena, Belvedere e San Bartolomeo), Mignanego, Sant'Olcese e Serra Riccò.

## Eletti
| Elezione | Elezione | Senatore        | Partito            |
| -------- | -------- | --------------- | ------------------ |
|          | 1994     | Carlo Rognoni   | Progressisti (PDS) |
|          | 1996     | Carlo Rognoni   | L'Ulivo (PDS)      |
|          | 2001     | Aleandro Longhi | L'Ulivo (DS)       |

## Dati elettorali

### XII legislatura
|                               | Carlo Rognoni ✔️ Eletto | Progressisti       | 89 366  | 49,23 |  |  |  |  |  |
|                               | Vincenzo Matteucci      | Polo delle Libertà | 47 926  | 26,40 |  |  |  |  |  |
|                               | Claudio Basso           | Patto per l'Italia | 22 544  | 12,42 |  |  |  |  |  |
|                               | Maria Maddalena Colla   | Alleanza Nazionale | 12 444  | 6,85  |  |  |  |  |  |
|                               | Sergio Ferro            | Partito Pensionati | 9 255   | 5,10  |  |  |  |  |  |
| Totale                        | Totale                  | Totale             | 181 535 | 100   |  |  |  |  |  |
|                               |                         |                    |         |       |  |  |  |  |  |
| Voti non validi               | Voti non validi         | Voti non validi    | 11 569  | 5,99  |  |  |  |  |  |
| Votanti                       | Votanti                 | Votanti            | 193 104 | 87,52 |  |  |  |  |  |
| Elettori                      | Elettori                | Elettori           | 220 636 |       |  |  |  |  |  |
|                               |                         |                    |         |       |  |  |  |  |  |
| Data: 27-28 marzo 1994        |                         |                    |         |       |  |  |  |  |  |
| Fonte: Ministero dell'interno |                         |                    |         |       |  |  |  |  |  |

### XIII legislatura
|                               | Carlo Rognoni ✔️ Eletto | L'Ulivo             | 111 846 | 63,85 |  |  |  |  |  |
|                               | Milena Cesarina Pizzolo | Polo per le Libertà | 46 427  | 26,51 |  |  |  |  |  |
|                               | Fabio Costa             | Lega Nord           | 16 885  | 9,64  |  |  |  |  |  |
| Totale                        | Totale                  | Totale              | 175 158 | 100   |  |  |  |  |  |
|                               |                         |                     |         |       |  |  |  |  |  |
| Voti non validi               | Voti non validi         | Voti non validi     | 10 749  | 5,78  |  |  |  |  |  |
| Votanti                       | Votanti                 | Votanti             | 185 907 | 83,74 |  |  |  |  |  |
| Elettori                      | Elettori                | Elettori            | 222 009 |       |  |  |  |  |  |
|                               |                         |                     |         |       |  |  |  |  |  |
| Data: 21 aprile 1996          |                         |                     |         |       |  |  |  |  |  |
| Fonte: Ministero dell'interno |                         |                     |         |       |  |  |  |  |  |

### XIV legislatura
|                               | Aleandro Longhi ✔️ Eletto | L'Ulivo                              | 95 956  | 56,18 |  |  |  |  |  |
|                               | Ferruccio Barnaba         | Casa delle Libertà                   | 49 522  | 28,99 |  |  |  |  |  |
|                               | Giordano Bruschi          | Partito della Rifondazione Comunista | 13 015  | 7,62  |  |  |  |  |  |
|                               | Donato Altamura           | Lista Di Pietro                      | 5 728   | 3,35  |  |  |  |  |  |
|                               | Elisa Marchiori           | Pannella-Bonino                      | 3 621   | 2,12  |  |  |  |  |  |
|                               | Vincenzo Rondoni          | Democrazia Europea                   | 2 961   | 1,73  |  |  |  |  |  |
| Totale                        | Totale                    | Totale                               | 170 803 | 100   |  |  |  |  |  |
|                               |                           |                                      |         |       |  |  |  |  |  |
| Voti non validi               | Voti non validi           | Voti non validi                      | 6 950   | 3,91  |  |  |  |  |  |
| Votanti                       | Votanti                   | Votanti                              | 177 753 | 82,15 |  |  |  |  |  |
| Elettori                      | Elettori                  | Elettori                             | 216 380 |       |  |  |  |  |  |
|                               |                           |                                      |         |       |  |  |  |  |  |
| Data: 13 maggio 2001          |                           |                                      |         |       |  |  |  |  |  |
| Fonte: Ministero dell'interno |                           |                                      |         |       |  |  |  |  |  |